# 1993년 해태 타이거즈 시즌
1993년 해태 타이거즈 시즌은 해태 타이거즈가 KBO 리그에 참가한 12번째 시즌으로 김응용 감독이 팀을 이끈 11번째 시즌이다. 팀은 정규 시즌 1위에 오르며 한국시리즈에 직행했다. 한국시리즈에서는 삼성 라이온즈를 4승 1무 2패로 꺾고 창단 7번째 한국시리즈 우승을 달성했다.
하지만, 김응용 감독이 시즌 막판 이종범 도루왕 밀어주기 때문에 따끔한 눈초리를 샀으며 이에 앞서 1989년 시즌 막판 김성한 타점왕 밀어주기 - 선동열 다승왕 밀어주기, 1991년 시즌 막판  선동열 다승왕 밀어주기, 전년도 시즌 막판 이강철 다승왕 밀어주기로 비난을 받았다.

## 코치
- 유남호, 김봉연, 서정환, 차영화, 이상윤

## 타이틀
- KBO 골든글러브: 선동열 (투수), 이종범 (유격수), 이순철 (외야수)
- 올스타 선발: 선동열 (투수), 장채근 (포수), 김성한 (1루수), 홍현우 (2루수), 이종범 (유격수), 한대화 (3루수), 이순철 (외야수)
- 올스타전 추천선수: 조계현
- 한국시리즈 MVP: 이종범
- 컴투스프로야구 90년대 해태 타이거즈 라인업: 조계현 (선발투수), 김정수 (선발투수), 송유석 (중계투수), 양승철 (중계투수), 선동열 (마무리투수)
- 컴투스프로야구 아빠와 아들 라인업: 송유석 (중계투수), 이종범 (유격수)
- 출장(타자): 이종범 (126)
- 득점: 이종범 (85)
- 투수 WAR: 선동열 (6.63)
- 마무리등판: 선동열 (45)
- 완봉: 조계현 (4)
- 다승: 조계현 (17)
- 세이브포인트: 선동열 (41)
- 세이브: 선동열 (31)
- 평균자책점: 선동열 (0.78)

### 퓨처스리그
- 출장(타자): 김재덕, 오명종 (36)
- 남부리그 타석: 신경호 (137)
- 타수: 신경호 (118)
- 남부리그 1루타: 신경호 (28)
- 홈런: 이민호 (5)
- 평균자책점: 강태원 (1.36)

## 선수단
- 선발투수 : 조계현, 이강철, 김정수, 문희수
- 구원투수 : 이대진, 강태원, 신동수, 이우혁, 조용수, 이재만, 양승철
- 마무리투수 : 선동열, 송유석, 박진철
- 포수 : 정회열, 장채근, 박병호
- 1루수 : 김성한, 박철우
- 2루수 : 홍현우, 이경복
- 유격수 : 이종범, 김재덕, 윤재호
- 3루수 : 한대화, 김병조, 이민호
- 좌익수 : 이건열, 이용석
- 중견수 : 이순철, 박재벌
- 우익수 : 이호성, 김훈
- 지명타자 : 정성룡, 신경호, 김병두, 오명종

## 특이 사항
- 이 시즌 해태 타이거즈는 태평양 돌핀스를 상대로 17승 1패를 기록해 KBO 리그 역대 단일 시즌 특정 팀 상대 최다승 기록을 세웠다.
- 이강철은 구원 투수로도 5경기에 등판해 14.2이닝 무실점으로 활약했다.
- 이종범은 후반기 46도루로 KBO 리그 역대 단일 시즌 후반기 최다 기록을 세웠다.
- 이종범은 이 시즌 쌍방울 레이더스와의 경기에서 17도루를 기록하여 단일 시즌 쌍방울 레이더스와의 경기에서 최다 도루를 기록한 선수가 되었다.
- 선동열은 이 시즌에 KBO 역대 단일시즌 ERA 1위 (0.78), KBO 역대 단일시즌 FIP 1위 (0.69), KBO 역대 단일시즌 WHIP 1위 (0.54), KBO 역대 단일시즌 ERA+ 1위 (423.6), KBO 역대 단일시즌 FIP+ 1위 (479.9), KBO 역대 단일시즌 탈삼진율 1위(37.9)를 기록했다.
- KBO 역대 최초로 한 팀에서 10승 투수 6명이 나온 시즌이었으나[5] (조계현(17), 송유석(11), 김정수(10), 선동열(10), 이강철(10), 이대진(10)) 10선발승 이상 투수는 조계현 (17선발승)(1위) 김정수 (10선발승) 밖에 없었으며 그나마 해태(후신 KIA  포함)에서는 김정수 (1992년 14선발승 1993년 10선발승)이후 좌완 10선발승 이상  투수가 전무해졌지만 2009년 양현종(12선발승)이 16년 만에 KIA(해태 포함) 좌완 10선발승 이상을[6] 기록했다.
- 이종범은 포스트시즌에서 도루를 7번 성공하여 KBO 리그 역대 단일 포스트시즌 최다 도루 기록을 세웠다.
- 선동열은 투수 중 WAR 1위였으나, 양준혁에게 밀려 리그 전체에서는 2위였다. KBO 리그 역사상 투수 WAR 1위가 리그 WAR 1위가 아니었던 건 이 시즌이 처음이었다.
- 김성한은 KBO 포스트시즌 사상 처음으로 통산 10 2루타를 달성했다.
- 선동열은 KBO 포스트시즌 사상 최초로 통산 100탈삼진을 기록한 투수가 되었다.
- 이 시즌에 해태 타이거즈는 시범 경기에서도 1위를 하여 KBO 리그 역대 최초로 시범경기 1위, 정규시즌 1위, 한국시리즈 우승을 동시에 달성한 팀이 되었다.
- 한대화는 1993 시즌을 해태 타이거즈에서 보낸 후 LG 트윈스로 이적했는데, 이적 후 시상식이 열려 LG 트윈스 소속으로 골든글러브를 수상하게 되었다.